# 시민극
시민극(독일어: Bürgerliches Trauerspiel)이란 한마디로 말해서 18세기의 합리주의적 사고나 신흥 부르주아지의 요구에 부흥함으로써 이러한 비극을 쇄신하려고 한 소박한 사실극의 시도였다고도 할 수 있다.
18세기에 들어오자 프랑스의 '대세기(大世紀)'의 작가들을 낳은 고전주의 문학도 야릇한 퇴색을 보이기 시작했다. 난숙했던 귀족문화 속에서 사교생활로 지새는 지배계급들에게도 이미 라신이 떨쳤던 그러한 정열은 존재하지 않았으며, 그의 후계자들은 고전비극의 여러 규칙을 준수하기에 급급할 뿐, 비극은 냉정하고 인공적인 허구의 유희로 변해 버렸다.

## 볼테르의 비극 쇄신
18세기의 대표적인 철학자 볼테르가 시민극에 관심을 품은 계기의 하나는 그가 영국에 망명중 접했던 셰익스피어의 작품이었다. 셰익스피어극의 거친 에너지에 감동을 한 그의 눈에 당시의 프랑스 비극이 얼마나 무기력한 몰골로 비쳤을 것인지 짐작할 수 있겠으나 고전주의의 충실한 신봉자였던 그는 근본적인 개혁을 하지 않고서도 이를 개량할 수 있다고 생각했었다.
즉 고전극에서는 주로 고대 그리스와 고대 로마에 한정되었던 배경을 중국·인도·아메리카 등 모든 지방이나 세기로 확대시키고 비극의 요인도 연애 뿐 아니라 종교적 광신이나 정치적 야심 등을 다루어, 화려한 장치나 의상을 써서 여기에 생기를 주려고 앴다. 작품에는 <오셀로>를 연상시키는 비극 <자이르>, 모성의 비극을 그린 <메로프>나 그 밖의 작품들이 있으나 깊은 심리적 창조가 결여되어 있어 걸작이라고 하기는 어렵다.
볼테르는 장르의 엄연한 구별을 준수했으나 <방탕아> <나닌>등의 희극에서는 시대의 풍조에 부응하여 감동과 미소의 융합을 꾀하고 있다. 결국 그는 비극 쇄신의 필요와 수단을 익히 알면서도 편협한 취미와 창조성의 부족으로 인해 이를 완수하지 못했으나, 고전극에서 시민극으로 혹은 낭만파극으로 이행하는 한 과정으로서의 역할을 다했다고 하겠다.

## 유럽 시민극의 발생
고전주의 문학의 장르에서는 비극은 역사상 왕후귀족의 것이었으며, 희극은 서민들의 결점이나 오류를 소재로 하는 것으로 결정돼 있었으나 이러한 정의는 참으로 불합리한 것이다. "고뇌나 눈물은 오히려 서민들의 지붕밑에 있었던"(디드로) 것이다. 신흥 부르주아지가 자기들을 주인공으로 하여 그 고뇌와 기쁨이나 도덕적인 주장을 전개하는 새로운 연극을 추구한 것은 당연한 결과였다.
그들의 요구는 우선 시민에게 허락되었던 희극이라는 장르 속에서 성실하고 감동적인 요소를 채택하려는 시도로서 나타나 데투시(Destouches, 1680-1754)의 <거만한 남자>, 니벨 드 라 쇼세(Nivelle de La Chausse, 1692-1754)의 <유행의 편견> 등이 나왔다. 특히 후자는 그 극단적인 감상성(感傷性)으로 인해 '눈물을 주세요 희극'이라 불리면서 시대의 취미에 호응하여 한때는 대단히 유행했던 것이다. 라 쇼세가 41년에 발표한 <멜라니드>는 희극성이 전혀 없는 가정극으로서 운문으로 쓰였다는 점을 제외하면 시민극과 흡사하며, 그가 시민극 선구자의 한 사람임을 부정할 수 없게 한다.
시민극의 발생을 유럽 전체에서 생각한다면 선구는 영국이라고 하겠으며, 영향을 받아 이론을 확립시킨 것이 프랑스, 실제로 걸작을 내놓은 것은 독일이라 하겠다.

### 영국의 시민극
자본주의의 선진국이었던 영국에서는 소설 분야에서도 리처드슨처럼 작가 자신이 중산계급의 출신으로, 자기들 계급의 요구에 적절히 부응하는 소설을 써서 국외에 미치는 반향을 불러 일으키고 있다. 실제로 그의 <클라리사>나 <파멜라>는 프랑스에서는 소설 분야뿐만 아니라 많은 시민극에도 영향을 주어 후에 상술하는 극작가 메르셰 등도 이 작가의 통찰력을 높이 평가하고 있다.
극작가로서 가장 영향이 컸던 작가는 릴로(George Lillo, 1693-1739), 에드워드 무어(Edward Moore, 1712-1739)일 것이다. 전자의 <런던의 상인 또는 조지 번웰의 이야기>는 선량한 청년이 어느 창녀에게 열중한 나머지 돈이 곤궁하여 고용주의 물건을 훔치고 마침내는 유산에 탐을 내어 숙부를 살해하는 죄를 범한다는 비극이며, 후자의 <도박자>는 명우 개리크와의 합동작품으로 도박이 어느 남자의 인생을 파괴하고 감옥과 자살로 몰아넣는다는 비극이다. 이러한 묘사의 리얼리티는 당시의 프랑스 작가들에게 대단한 감명을 주었던 것이라 할 수 있다.

### 프랑스의 시민극
고전주의의 예절이 몸에 밴 프랑스 작가의 눈을 보다더 생생한 표현으로 돌리게 한 것은 영국의 시민극이었다. 디드로는 릴로와 무어의 작품을 시민적 가정비극의 전형으로 들고 있다. 그런데 새로운 관객의 취미에 부응하려는 연극의 동향은 이상에서 말했듯이 여러 측면에서 나타나 이미 부정할 수 없게 되었으며 여기에 이론을 확립시킨 사람이 백과전서의 편자(編者) 디드로였다.

#### 프랑스 시민극의 상연 형태
디드로가 의도한 시민극은 당시의 시민생활을 사실적으로 무대에 표현하려 했던 것이나 사상적 성격으로 말미암아 자주 상연금지를 당했으며, 또한 보수적인 파리의 대극장은 이를 받아들이지 않았다. 이 때문에 시민극은 줄곧 극장을 구하지 못해 고난을 겪었고 보르도, 리옹, 마르세유 등 지방도시의 극장이나 파리의 '불바르(큰 거리)' 극장에까지 진출하거나 또는 오를레앙 공(公)과 같은 연극 애호가의 살롱에서 그 활로를 찾기도 했다.
연극 그 자체도 음악을 곁들인 시민 변장을 하거나 과거의 역사에서 소재를 구하여 정치적 의도를 위장했다. 그래도 콜레(Charles Colle, 1709-83)의 <앙리 4세의 사냥대회>는 현 정치 체제에 대한 간접적 비판이라 하여 공개가 허락되기까지는 2년이나 걸렸으며, 메르셰(1740-1814)의 <리쥬의 주교 장 앙뉴이에>는 성 바톨로메 대학살에서 소재를 구한 것으로 종교 문제에 대한 비판이라 하여 상연은커녕 출판조차 비밀리에 하지 않을 수 없었다. 그리고 그의 <식초 장수의 손수레>는 <극예술 신론(新論)>에서 말한 민중극의 주장을 실현한 것으로, 시민극을 더욱 대중에게 개방하였다.

### 독일의 시민극
영국의 작가의 영향을 받아 프랑스에서 꽃핀 시민극은 그 당시로서는 열광적으로 환영받았던 것조차도 오늘날에 와서는 거의 감상할 수 없는 것이 되었다. 18세기에는 신선했던 새 사상도 이미 상식에 지나지 않는다는 점과 시사성에 의존하는 정치적 작품이 많았다는 것도 원인이라 하겠다. 그러나 결국은 예술성의 결여가 최대 결함이었다. 이러한 점에 있어서는 독일의 시민극이 훌륭하게 반증을 보이고 있다.

## 같이 보기
- 드니 디드로
- 미셸장 스덴
- 피에르 보마르셰
- 고트홀트 에프라임 레싱

## 참고 자료
- 이 문서에는 다음커뮤니케이션(현 카카오)에서 GFDL 또는 CC-SA 라이선스로 배포한 글로벌 세계대백과사전의 내용을 기초로 작성된 글이 포함되어 있습니다.